# Leonor Colombo
Leonor Colombo (San Miguel de Tucumán, 16 de enero de 1931-San Miguel de Tucumán, 21 de marzo de 2017) fue la primera mujer licenciada en Física de la Universidad Nacional de Tucumán (Argentina). Fue profesora, investigadora en didáctica, y creadora de la Maestría en Enseñanza de las Ciencias de la Universidad de Tucumán, la primera en Argentina en el área. 

## Reseña biográfica
Leonor Colombo de Cudmani fue la primera mujer Licenciada en Física de la Universidad Nacional de Tucumán (UNT). inició sus investigaciones en el campo de la espectrometría óptica, e hizo una estadía de posgrado en Alemania. 
En 1974, a raíz de su participación en la organización de un curso de ingreso a la Universidad Nacional de Tucumán, comenzó a interesarse por la pedagogía y la enseñanza de la disciplina, reorientando su carrera académica. Con un grupo de colegas comenzó sus investigaciones en didáctica y epistemología de la física. Colombo,  junto a Alberto Maiztegui y otros colegas, fue fundadora de la Asociación de Profesores de Física Argentina (APFA), buscando integrar docentes del área a lo largo del país y generando desde allí las primeras escuelas de posgrado latinoamericanas. También inició la organización de las Reuniones Nacionales de Profesores de Física y los Simposios de Investigación en Educación en Física, los dos eventos centrales del campo en Argentina. Fue presidenta de la APFA durante los años 1985 a 1987.
Junto a su equipo, Colombo realizó numerosas investigaciones, dictó cursos de postgrado en didáctica y creó la primera maestría en enseñanza de la física del país. Su carrera como docente en la UNT, de más de 50 años, la llevó a recibir el nombramiento de Profesora Emérita de la casa de estudios. Colombo formó a docentes e investigadores de física y participó de múltiples proyectos de mejora de la enseñanza de la ciencia en todos los niveles educativos. 
Colombo buscaba que sus estudiantes lograran alcanzar un aprendizaje significativo de la disciplina a partir del trabajo experimental de laboratorio, el cual fue central su propuesta educativa. Otro de sus aportes fue la integración de distintos campos disciplinares, como psicología, filosofía, historia, y ciencias de la educación) a los diseños curriculares de física.
Sobre su disciplina, en 2005 Colombo expresó que: 
```
"El campo de la enseñanza de la Física está pasando por una crisis terrible. Y pasa en todo el mundo, pero para nosotros es peor, porque somos un país en desarrollo. El tiempo dedicado a la enseñanza de la Física ha disminuido notablemente, si en el último año del polimodal los alumnos tienen que elegir si hacen Física o Biología, eligen la Biología (...) Así como en una época se puso de moda la Física Nuclear, ahora se puso de moda la Genética. Pero la Física, como la Matemática, son disciplinas básicas para las ciencias, y para muchas carreras profesionales".
[
2
]
```

## Distinciones
Fue distinguida como Socia Honoraria de la Asociación de Profesores de Física de Argentina (APFA) en 1993.
El fallecimiento de Leonor Colombo fue lamentado por la comunidad de docentes de física de Argentina.
La Revista de Enseñanza de las Ciencias también realizó una despedida de Colombo -quien fuera integrante de su consejo asesor- en junio de 2017.
En diciembre de 2017 en la Facultad de Ciencias Exactas y Tecnología de la UNT realizaron un acto de homenaje con autoridades,  familiares, amigos, colegas, discípulos y alumnos. Su sobrina, la física Elisa Colombo, expresó en ese homenaje:
```
  ´No puedo escapar a alguna mención muy personal. Lo primero es que la tía Chichí, “la tía”, fue una persona muy importante en mi vida y en la de mis hermanas, desde muy chica. Era una tía joven, inteligente para la ciencia y para la vida, a quien siempre sentimos muy cerquita y con quien tuvimos mucho diálogo. Siempre nos transmitió amor y nunca aceptó reclamos, pues su frase que más nos impactó fue: “el amor, a diferencia de las cosas materiales, es algo que cuánto más se ejerce más se tiene para dar”.´
[
5
]
```

En junio de 2022, el Laboratorio de Física Experimental de la Facultad de Ciencias Exactas y Tecnología de la UNT fue renombrado como “Laboratorio de Física Experimental Lic. Leonor Colombo de Cudmani”, según lo dispuesto por Res. 0208/21 del Consejo Directivo, como  reconocimiento a Colombo, quien creó, organizó y dirigió el Laboratorio.